# Lobelia assurgens
Lobelia assurgens är en klockväxtart som beskrevs av Carl von Linné. Lobelia assurgens ingår i släktet lobelior, och familjen klockväxter.

## Underarter
Arten delas in i följande underarter:
- L. a. assurgens
- L. a. santa-clarae